# Diocesi di Sinna
La diocesi di Sinna (in latino Dioecesis Sinnensis) è una sede soppressa e sede titolare della Chiesa cattolica.

## Storia
Sinna, forse identificabile con le rovine di Calaat-Es-Senân nell'odierna Tunisia, è un'antica sede episcopale della provincia romana dell'Africa Proconsolare, suffraganea dell'arcidiocesi di Cartagine.
Unico vescovo conosciuto di questa diocesi africana è Vittore, che partecipò al concilio di Costantinopoli del 553.
Dal XX secolo Sinna è annoverata tra le sedi vescovili titolari della Chiesa cattolica; dal 5 febbraio 2010 il vescovo titolare è Arūnas Poniškaitis, vescovo ausiliare di Vilnius.

## Cronotassi

### Vescovi
- Vittore † (menzionato nel 553)

### Vescovi titolari
- Jozef Vanderhoven, C.I.C.M. † (26 febbraio 1934 - 4 dicembre 1949 deceduto)
- Maxim Hermaniuk, C.SS.R. † (13 gennaio 1951 - 1º settembre 1956 succeduto eparca di Manitoba degli Ucraini)
- Francisco Gómez Marijuán, C.M.F. † (14 novembre 1957 - 3 maggio 1966 nominato vescovo di Santa Isabel)
- Abel Isidoro Antezana y Rojas, C.M.F. † (5 aprile 1967 - 27 novembre 1968 deceduto)
- Francesco Brustia † (29 marzo 1969 - 15 gennaio 1970 nominato vescovo di Mondovì)
- Adelmo Tacconi † (23 aprile 1970 - 23 marzo 1979 nominato vescovo di Grosseto)
- Paul Fouad Naïm Tabet † (9 febbraio 1980 - 20 luglio 2009 deceduto)
- Arūnas Poniškaitis, dal 5 febbraio 2010